# Campionato italiano maschile di pallacanestro 1922
Il campionato italiano maschile di pallacanestro 1922 rappresenta la terza edizione del massimo campionato italiano di pallacanestro. Fu la prima ufficialmente sotto l'egida della Federazione Italiana Basket-Ball.
Il suo posizionamento nell'albo d'oro è discusso e discutibile: alcuni sostengono che si tratti del secondo e che il campionato del 1921 sia in realtà il primo. Si deve tuttavia osservare come sia regola generalmente diffusa fra le federazioni sportive quella di riconoscere ufficialmente solo i campionati da esse organizzati: accogliendo questa tesi, è indiscutibile desumere che questo fu il primo campionato italiano ufficiale di basket. Valga ad esempio il parallelismo col calcio, nel quale viene riconosciuto come primo campionato quello vinto dal Genoa poco dopo la fondazione della FIGC, e non quello organizzato ancora dalla Federazione Ginnastica dell'epoca nel 1896 e vinto dall'Udinese.

Foto di una delle prime partite del campionato di basket al Velodromo Sempione di Milano.

Il 2 novembre 1921, presso la Birreria Colombo di Milano, nasce la FIB. La stessa sera viene organizzato il primo campionato FIB, frettolosamente denominato "campionato Italiano" ma in realtà giocato tra sole società lombarde.
L'inizio è previsto per il mese di marzo del 1922, vi partecipano 8 squadre.
Secondo altre fonti il campionato 1922 iniziò il 15 novembre 1921 (la prima giornata si giocò al Velodromo Sempione) e si concluse il 3 gennaio 1922.
Secondo altre ancora (più attendibili) fu disputato nell'ambito del torneo lombardo fra gennaio e maggio 1922 con incontri di andata e ritorno (documentato dal quotidiano di Pavia "La Provincia Pavese" con cronache settimanali). Di seguito gli unici risultati per ora reperiti e disponibili.
La R.F.G.I. continuerà ad organizzare un suo campionato, parallelo a quello ufficiale FIB. Dal 1927 i 2 campionati verranno unificati.

## Stagione regolare (giocata nell'ambito del Torneo Lombardo)

### Classifica girone A
|  |    | Classifica girone A        | Pt | G | V | N | P | GF | GS |
|  | -- | -------------------------- | -- | - | - | - | - | -- | -- |
|  | 1. | SEF Costanza Milano        | -  |   | - | - | - | -  | -  |
|  | 2. | F.C. Internazionale Milano | -  |   | - | - | - | -  | -  |
|  | 3. | Ginnastica Pavese Pavia    | 6  | 6 | 3 | - | 3 | 91 | 92 |
|  | 4. | Pro Lissone                | -  |   | - | - | - | -  | -  |
|  |    |                            |    |   |   |   |   |    |    |

### Classifica girone B
|  |    | Classifica girone B     | Pt | G | V | N | P | GF | GS |
|  | -- | ----------------------- | -- | - | - | - | - | -- | -- |
|  | 1. | ASSI Milano             | 6  | 3 | 3 | 0 | 0 | -  | -  |
|  | 2. | Ginnastica Comense Como | -  | 3 | - | - | - | -  | -  |
|  | 3. | Juvenilia Milano        | -  | 3 | - | - | - | -  | -  |
|  | 4. | US Milanese             | -  | 3 | - | - | - | -  | -  |
|  |    |                         |    |   |   |   |   |    |    |

## Finali
Le semifinali si svolgono a Milano al Velodromo Sempione il 4 giugno 1922. Le finali per il 1º e per il 3º posto si svolgono sempre a Milano l'11 giugno.
|  | Semifinali          | Semifinali          | Semifinali  |             |                     | Primo posto         | Primo posto    | Primo posto |  |
|  |                     |                     |             |             |                     |                     |                |             |  |
|  | SEF Costanza Milano | SEF Costanza Milano | 24          |             |                     |                     |                |             |  |
|  | SEF Costanza Milano | SEF Costanza Milano | 24          |             |                     |                     |                |             |  |
|  | Comense             | Comense             | 16          |             |                     |                     |                |             |  |
|  | Comense             | Comense             | 16          |             | SEF Costanza Milano | SEF Costanza Milano | 14             |             |  |
|  |                     |                     |             |             | SEF Costanza Milano | SEF Costanza Milano | 14             |             |  |
|  |                     |                     | ASSI Milano | ASSI Milano | 34                  |                     |                |             |  |
|  | ASSI Milano         | ASSI Milano         | ASSI Milano | ASSI Milano | 34                  | 36                  |                |             |  |
|  | ASSI Milano         | ASSI Milano         |             |             |                     | 36                  |                |             |  |
|  | Internazionale      | Internazionale      | 24          |             |                     | Terzo Posto         | Terzo Posto    | Terzo Posto |  |
|  | Internazionale      | Internazionale      | 24          |             |                     |                     |                |             |  |
|  |                     |                     |             |             |                     |                     |                |             |  |
|  |                     |                     |             |             |                     | Comense             | Comense        | 2           |  |
|  |                     |                     |             |             |                     | Comense             | Comense        | 2           |  |
|  |                     |                     |             |             |                     | Internazionale      | Internazionale | 0           |  |

## Verdetti
- Campione d'Italia ???? :  ASSI Milano

Formazione: Amagni, Guido Brocca, Carlo Canevini, Alberto Valera, Giannino Valli. Allenatore: Guido Brocca.